# 探偵の探偵
『探偵の探偵』（たんていのたんてい、Detective versus Detectives）は、作家の松岡圭祐の日本の推理小説のシリーズ。2014年11月に講談社文庫から刊行が開始された。表紙イラストは清原紘。
2015年7月期に、フジテレビ系でテレビドラマ化され、2016年5月より週刊ヤングマガジンで清原紘による漫画が連載された。
全4巻と『万能鑑定士Q』シリーズとのコラボである『探偵の鑑定』全2巻の合計6巻で完結。但し2巻に登場した半グレ集団の『野放図』と、3巻までの真犯人の娘について一部物語は同著者の『高校事変』に引き継がれている。
2022年11月『探偵の探偵 桐嶋颯太の鍵』刊行。これまでサブキャラクターだった桐嶋颯太を主人公にするスピンオフで、刊行は角川文庫。

## 概要
探偵業者の中でも、探偵を探偵する、対探偵課なる部署に勤務する新人調査員、紗崎玲奈の活躍を描く。
同著者により隔月発売で4年以上続いた『万能鑑定士Q』と同じく、ハイペースの刊行が特徴で、第1巻の翌月に第2巻が発売され、その3か月後に第3巻が発売される。殺人事件や自然死が描かれなかった『Qシリーズ』とは異なり、本作はバイオレンスを含むハードボイルドで硬質な描写が特徴となっている。
『探偵の探偵』は松岡圭祐事務所の登録商標である。
『探偵の探偵IV』が『ダ・ヴィンチ』のブック・オブ・ザ・イヤー2015・小説ランキングで10位となった。
『探偵の探偵』がブックリスタ年間ランキング2015小説部門2位、『探偵の鑑定』がソニーリーダーストア2016年上半期ベストセラー・ミステリー部門ランキング1位となった。
テレビドラマ版がアメリカ（Detective vs Detectives）他、世界各国で動画配信されている。漫画版がドイツやインドネシアで発売されている。

## 作品の特徴
- 推理小説における探偵という約束事を否定し、現代社会に存在する探偵業、調査業をベースに、平成19年6月より施行された探偵業法に絡む同職業の倫理をテーマとし、新機軸の探偵物語を展開する[3][10][注 3]。多くのミステリ作家がフィクションの探偵と現実の探偵の違いについて「それはそれ、これはこれ」と割り切った姿勢を貫いてきたが、両者を共存させるのはそれだけ難しい試みに違いないものの、本作ではバランスを取り釣り合わせている[11]。
- 徹底してリアルな探偵業界を背景にし、フィクションにおける探偵像の定型である正義のヒーローの化けの皮を容赦なく剥がし現実を晒す作風である[12]。探偵術・知識・機転を絡めた豊富なトリビアと[13]、悪徳探偵を退治する対探偵課勤務の女性探偵が主人公であることも新鮮な要素である[14]。
- エンタメ性を重んじた作風ながら、現実を踏まえており、スマートフォンやパソコンを駆使した情報収集や尾行の技術[注 4]、即席盗聴器[注 5]の作成などは詳細に事実に立脚する。科学技術面および法律面も含め舞台の時期設定は刊行時期と一致している。1巻はカジノ法案について国会が審議中、2巻でメールが見られるブルートゥース腕時計が用いられている[15][16]。作品の基盤にそうしたプライバシー社会の実情が刻まれており、現実的恐怖から出発している[17]。
- 推理小説の探偵と現実は異なることが強調され、1巻ではそのようなフィクション調の探偵はマスコミを利用しイメージを売ろうとする悪徳探偵としてのみ登場する[18]。このため、1巻では推理小説的な様式美に基づく謎の提示はないが、シリーズ全体のジャンルは推理小説であり、2巻のDVシェルター集団失踪事件ではれっきとした不可解な事件の提示、および謎解きが描かれている[19][20]。
- 全4巻でストーリーにいったん区切りをつけた後、新章として『万能鑑定士Q』シリーズとクロスオーバーした『探偵の鑑定』2部作をもってシリーズ完結となる。一部物語は『高校事変』シリーズに引き継がれる。

## あらすじ

### 探偵の探偵
中堅調査会社スマ・リサーチ社が併設する探偵養成所スマPIスクールに、決して笑わない美少女、紗崎玲奈が入学する。探偵のすべてを知りたい、しかし探偵にはなりたくないと主張する玲奈に対し、スマ・リサーチ社長の須磨康臣はひそかに彼女の背景をさぐる。玲奈はストーカー被害により妹の咲良を亡くしており、しかもそのストーカーに咲良の居場所を教えたのが、素性不明の探偵であると知った。玲奈に復讐の意志があることに気づいた須磨は玲奈を退学させようとするが、玲奈は涙ながらに「ほかにいくところがない」と訴える。須磨は2年に及ぶ本格的な養成と引き換えに、卒業後もまだ探偵になる意志があるのなら、みずからの提案する進路に従ってもらいたいと条件を突きつける。玲奈は了承し、卒業ののちはスマ・リサーチに新設された「対探偵課」に勤務することになった。
さらに1年が経過した頃、ハローワークで職探しをしていた峰森琴葉が、調査業の人手不足による求人に乗り、スマ・リサーチ社の面接を受ける。須磨は琴葉を玲奈の助手につけた。だが琴葉が見たのは、玲奈の想像を絶する過酷な勤務風景だった。
妻から夫の浮気調査を依頼されていた探偵が、ネタをつかんだのち、夫へ恐喝を働いているという訴えがスマ・リサーチに入った。そのような悪徳探偵に関する苦情や相談は、対探偵課にまわってくるのだった。玲奈は現地へ赴き、琴葉も勝手についていくが、実は相談自体が悪徳探偵の罠だった。玲奈はマンションの一室におびき出され殺されそうになる。しかし玲奈は猛然と反撃し、逆に相手を意識不明の重体に至らしめる。傷だらけ、痣だらけになった玲奈だが、琴葉に対し、これが対探偵課の日常だとつぶやく。対探偵課の玲奈は、大勢の悪徳探偵たちから恨みを買っており、報復も頻繁にあるのだった。
あまりの状況に琴葉は衝撃を受け、涙ぐむが、スマ・リサーチに戻ると探偵課の桐嶋颯太が「探偵はすべて悪徳のようなものであり、互いに違法行為に及んでいるためどちらも通報を控える」と説明する。まるでヤクザの抗争だと琴葉は嘆き「探偵はもっと知的な職業だと思っていたのに」と主張する。桐嶋はさらりと、そんなものは小説やドラマの世界のみの話であり、現実の探偵は推理などしないし、人の秘密を暴いて回る鼻つまみ者でしかないと言う。
それでも琴葉は、結婚を機に同居できなくなった姉、彩音の代わりを求めていたため、玲奈への依存心をひそかに募らせていた。このため、危険を知りながらも探偵業を辞める決心が鈍り、ずるずると対探偵課での仕事の日々が長引いていく。
玲奈は自分を襲撃した悪徳探偵が、メディアで名を馳せる阿比留綜合探偵社の阿比留佳則により、操られていたことを知る。阿比留は、現実の探偵が民事専門で刑事事件に関与しないにも関わらず、あたかも探偵が小説やドラマのように、推理力など特殊な能力や行動規範に立脚しているよう喧伝し、さらに自分がその第一人者であるかのように振る舞っていた。インテリ層からは胡散臭がられようと、現実とフィクションを混同しがちな大衆により支持された阿比留は、ワイドショーで獲得した人気を背景に、前副総監の遺産相続問題について警察から依頼を受ける。これは副総監の内縁の妻と実子の間で争われる民事上の問題でしかないのだが、探偵が警察からの依頼を受けるという意味で、阿比留の自己宣伝と立場の誇示にひと役買う重要な案件だった。阿比留はこれを対探偵課に邪魔されないため、玲奈を事前に葬ろうとしたのだった。
玲奈の機転で阿比留のもくろみは外れ、後日阿比留は警察からの失笑を買う結果になった。阿比留は玲奈に対し怒りを募らせ、GPSで位置を捕捉したうえ襲撃、車ごと海へ落とす。それでも脱出した玲奈は、ぼろぼろになりながら阿比留の企みを追う。阿比留は前副総監遺産相続問題での失態にも関わらず、警察上層部と繋がりを持ったことを機に、日銀総裁の孫娘誘拐への捜査協力を依頼されていた。現実の探偵が刑事事件の解決に力を貸すという、前代未聞の事態だった。阿比留は重大事件を解決した探偵として名を挙げ、カジノ法案成立後に指定される筆頭探偵社に選ばれることを狙っていたのだ。
そのころ玲奈は、妹の咲良を殺した岡尾芯也という異常者が、まだ生きているとの情報を得た。さらに、岡尾へ情報提供した謎の探偵が、阿比留ではないかとの疑いを持つ。琴葉はあまりに偶然が過ぎると言うが、玲奈は妹のための復讐心が優先し聞き入れない。結果、ふたりは罠に嵌まってしまい、琴葉は瀕死の重傷を負い、玲奈も怪我だらけの無残な姿になる。玲奈は琴葉に泣きながら詫び、即座に阿比留への反撃に転じる。
燃え盛る廃油再生工場の危険物保管棟で、阿比留と対決した玲奈は、副総監の孫娘の救出に成功する。居合わせた警視庁捜査一課の窪塚悠馬警部補が玲奈に対し、きみはこの子にとって命の恩人だと言うと、玲奈は空虚な表情でつぶやく。「探偵は事件なんか解決しない」と。

### 探偵の探偵II
琴葉は一命を取り留めたが、家族の反対もあってスマ・リサーチを辞めてしまう。ひとりになった玲奈は、警察に危険人物として追われながらも、みずからは悪徳探偵を追う日々を送る。やがて連続婦女暴行魔がストーカー代行を依頼していた探偵が、かつて咲良を尾行していた探偵とまったく同じ用紙と書式の調査報告書を発行していたことを知る。遂につきとめた妹の仇を、玲奈は死神と呼び正体を明かそうと必死になる。死神はDVシェルター集団失踪事件の実行犯である半グレ集団、野放図と関わりを持っていた。
そのころ琴葉は退院し、姉の彩音のもとに同居していた。玲奈は一度も見舞いに来なかったと彩音から聞かされた琴葉は、複雑な心境になる。ところが琴葉は、現実が彩音の説明と違っていることを知る。玲奈は何度も謝罪に来ていたのだが、姉夫婦にリンチされていたのだ。事実を知った琴葉は彩音のもとを飛び出し、玲奈のいる寮へ駆け戻る。琴葉はスマ・リサーチに復帰し、二人で悪徳探偵とDVシェルター事件の謎に挑んでいく。やがて玲奈は窪塚と再会する。

### 探偵の探偵III
野放図事件の末に窪塚は殉職し、玲奈は取り調べを受ける。その後玲奈は悪徳探偵を追う業務を再開。一方、野放図のメンバーの一人が名前を挙げた澤柳菜々が死神だと見て調査を始める。そして、玲奈は野放図事件の被害者の一人である市村 凛(いちむら りん)と再会し、彼女を探す凛の夫の襲撃を受ける。
襲撃を一時退けた玲奈は、凛にどうして自分の素性を知っているのか尋ねると、玲奈から送られたというスマ・リサーチ社の封筒に入ったブックボックスと手紙を渡す。しかしそれらは玲奈には一切覚えがないもので、不穏に思った玲奈がブックボックスを破壊すると中には高性能のGPSが隠されていた。同様のGPS入りブックボックスは他の野放図事件の被害者達にも渡っており、玲奈は死神の反撃が始まったことを知る。
社内も危険と判断した玲奈は琴葉と共に凛を保護し、自分を追跡していた竹内事務所など他社の対探偵課の調査員と一時共闘して姿を現し始めた澤柳菜々を調べるが、やがて性転換していた彼が事件と全く無関係で、死神が使われなくなった名前を悪用しているだけだと知る。一方琴葉は、凛の警護中に姉の彩音が自殺をほのめかす内容のメールを受け取る。琴葉が見つけた彩音は異常な様子であり、琴葉は彩音を操っていた死神に拉致されることになる。
玲奈は二人を救出するためにたどりついた場所でついに咲良を死に追いやった死神と対峙するが、その正体は意外な人物だった。

### 探偵の探偵IV
死神に勝利するが、琴葉が死神の脅迫により自分より姉の彩音の命を選択したことが深い悲しみとなった玲奈は、竹内探偵事務所の対探偵課に転職したものの、その目的を失いつつあった。
一方琴葉はPIスクールに通いながら対探偵課に残り続け、須磨の特別講義に参加するなど熱心に探偵業を学ぶ。ある日、18歳の少年が凶悪な通り魔殺人事件を起こし、琴葉は加害者少年に被害者遺族の気持ちを伝えようと彼が収容された東京拘置所に入ることを周囲に話し出すが、後日、その少年が拘置所内で殺害される。拘置所の監視カメラには琴葉の姿が発見され、彼女は行方不明になる。
その後、拘置所内にて次々と人が殺害されていく。玲奈は拘置所に出入りする東京拘置所視察委員会のメンバー7人を調べるが、彼らの中に死神を指導した凄腕の探偵・姥妙とよく似た男を発見する。

## 登場人物

### スマ・リサーチ社
紗崎玲奈（ささき れな）
今作品の主人公。21歳（2015年1月時点）。黒髪はストレートで長く、小顔に少しばかり吊りあがった大きな瞳と、すっきりと通った鼻すじ。肌は透き通るほどに瑞々しい。身体はモデルのように細く腕と脚が長い。化粧は薄く、ほとんどノーメイクに近い。物憂げな表情と冷ややかな態度、すわった目つきが特徴。めったに笑わないうえ無駄口も叩かない。静岡県立浜松北高等学校普通科卒業。偏差値70の進学校である。新体操で国体出場経験がある。当然大学に進学するものと思われていたが、妹の咲良に起きた事件から人格が豹変し、高校卒業後ただちにスマPIスクールへの入学を希望した。2年後、スマ・リサーチへ入社。対探偵課勤務となる。合法非合法問わずあらゆる調査手腕に精通するうえ、手先が器用で、身近な物を巧みに利用し好機に結び付ける才能を持つ。優しい内面を持ちながら、悪徳探偵に対し手段を択ばない粗暴さを持ち合わせる。このため普段から生傷や痣が絶えない。スマPIスクール時代にテコンドー道場に通ったようだが、腕力は強くないうえ武闘の技能を備えたわけでもなく、ただ躊躇しない攻撃性と機転だけを頼りに大の男に立ち向かう。
峰森琴葉（みねもり ことは）
19歳。広島県呉市出身。3歳年上の姉と共に上京し高校を卒業後、職探しをしていて、人手不足の調査業からの求人に応じる。気づかいに満ちた素振りと、どこか無邪気な愛想のよさで、特に人から嫌われることのない性格の持ち主。玲奈の眼には妹の咲良を連想させる存在に映る。スマ・リサーチ社へ入社当日、須磨康臣により対探偵課勤務を命じられる。玲奈の助手になったものの狂気に満ちたグレーな仕事内容に恐怖する。だがもともと姉への依存心が強く、その姉が就職と結婚で自分から離れてしまったこともあり、玲奈に対し姉代わりと言うべき愛情の代謝を求める。その思いが正しいか否か葛藤しながら、同社での仕事を続けている。姉についてある事実を知って以降は玲奈への依存心をより高めている。玲奈が琴葉を極力現場へ連れて行こうとしないため、探偵能力はいまだに養成されないが、2巻でアパートへの不法侵入を望む玲奈に対し苦言を呈するなど、勤務後も一定の良心を持ち続けている。玲奈とともに汐留の社員寮マンション801号室に住む。
須磨康臣（すま やすおみ）
50歳前後。汐留のテナントビル7階にある株式会社スマ・リサーチの代表取締役、兼スマPIスクール社長。峰森琴葉によれば、白髪のめだつ紳士で、スーツの着こなしも振るまいも品位に溢れている。だが一方で桐嶋颯太が、自分以外の社員の前のみ堅気に振る舞っていると2巻で感じている。実際、自分を含め探偵はみな悪徳とみなし、程度の差こそあれ民法709条・プライバシーの侵害に抵触しない探偵はいないとの思考を持つ。調査業自体が限りなくグレーゾーンに位置する仕事と認識しながら、過剰な秘密の保持は虚偽を生み世の害悪になるとの信念から、探偵社の経営を続ける。ばれないことが前提の違法な調査テクニックに精通していて、スマPIスクールの生徒だった紗崎玲奈や桐嶋颯太に教授している。3巻時点、警視庁捜査一課の坂東志郎警部との間に過去の確執があったことがほのめかされている。妻子とは別れ一人暮らし。大江戸線勝どき駅から川沿いに進んだ先にある住宅街に2階建ての戸建てを所有。
桐嶋颯太（きりしま そうた）
28歳。背の高い、ほっそりとした身体つき。職場ではスーツを着用。髪は長め、頬は精悍にこけている。スマPIスクール1期生、スマ・リサーチ探偵課所属。後輩の玲奈からタメ口をきかれても嫌な顔をせず、職場で孤立しがちな玲奈とも積極的に話す。須磨からの信頼度の高い社員で、その分、違法な調査手段も自己責任の名のもとに実行を依頼されることが多いらしい。同社探偵課には土井という課長がいるが、須磨は土井でなく桐嶋に重要な役割を担わせることが多い。須磨以上に探偵業は必要悪と割り切っている節があり、依頼人に非があった場合は調査期間を長引かせ余分に収益を得るなどの泥臭い行為も厭わない。2巻時点、プライベートについて職場では明かさない。
伊根涼子（いね りょうこ）
20代。スマ・リサーチ探偵課。レディスのスーツを着た姿は、一般企業の営業職のようでもある。清潔感のある身だしなみながら、せっかちな性格がのぞく。スマ・リサーチは探偵事務所や中古車業者らで構成される盗難車捜索ネットワークに加盟しており、涼子はその担当者。警視庁捜査三課三係に知人が多い。出かける時には専用の腕章を付ける。社用車で事故を起こしては盗難扱いにする玲奈に苛立っており、勝気な性格ゆえはっきり苦言を呈する。1巻からいたものと思われるが、課長の土井や同僚の佐伯と同様、玲奈が存在を意識していなかったため、名前が出てくるのは3巻である。実際に3巻で玲奈は涼子に関し「電話の取り次ぎ以外、ろくに口をきいたこともない」と感じている。気が強いが、内面は優しい心の持ち主で、すべてが明らかになった際、玲奈に同情を寄せる。
土井修三（どい しゅうぞう）
40代。スマ・リサーチ探偵課で課長を務める。声は野太いが部下への神通力はなく涼子にも玲奈にもなめられている。社内の議論でも探偵課員の肩を持つが、玲奈に軽くあしらわれ、不利になると素知らぬふりをして真っ先に敵前逃亡を決め込む。玲奈の行為について会社の顧問弁護士の力を借りるよう涼子から訴えられても、完全に腰が引けている。須磨も探偵課に対しては土井でなく桐嶋に相談することが多いため、頼りがいの無い中間管理職でしかなくなっている。部下の佐伯や涼子と同様、1巻の時点から社内にいたと思われる。しかし玲奈の視点でその名や容姿、性格が描写されるのは3巻からである。
佐伯祐司（さえき ゆうじ）
20代。スマ・リサーチ探偵課。玲奈の目からはスーツ姿が涼子と同じく一般企業の営業職のようだと見なされ、同様にせっかちの扱いを受けている。強気な性格ではなく、議論も得意ではないため、玲奈の前では完全に気圧される。このため、同僚の涼子が苛立つことも多い。業務においても、パソコンでの調査や盗聴器など小道具類の調整に熱心で、現場で汗をかくのはあまり好んでいない。それでもDV加害者の沼園が玲奈をナイフで切りつけた時には、自身が負傷するのも厭わずとっさにかばう勇気を見せた。とは言え、その際に「短く悲鳴をあげ」ているところを見ると、やはり喧嘩は得意でない。玲奈が礼を言うと、妙に嬉しそうな顔をした。内心玲奈に対し気があることをうかがわせる。

### 家族・身内
紗崎咲良（ささき さくら）
玲奈の妹。15歳の頃、浜松蕭山中から豊橋東中学校へ転校した。3年C組。静岡から愛知へ移り住んだ理由は、ストーカーの岡尾芯也からしつこくつきまとわれたからで、家族から離れ父方の遠縁の親戚である多胡家に匿われる。須磨が玲奈に対し「きみがブスだったらな。同じ両親から生まれた妹さんも当然ブス。ストーカーに狙われずに済んだ」と言っているが、これはすなわち相当の美人姉妹であることを表している。琴葉も写真を見て、可愛らしい少女と感じている。姉に甘えることが多く、離れて住むのを人一倍寂しがっていた。流行のシロクマのぬいぐるみ、ポーレットが大好きである。姉の玲奈はそれを知り、咲良へのプレゼントのためポーレットの商品番号を調べメモを壁に貼っていたが、それを見た咲良は姉もポーレットが好きと勘違いし、アピタ港北で購入した小型3インチサイズのポーレットのキーホルダーを姉に譲る。玲奈にとってはそれが妹の形見になってしまった。
織田彩音（おだ あやね）
旧姓は峰森。琴葉の姉である。広島の呉から琴葉とともに上京、織田哲也と結婚。都内の会社に勤める。妹の琴葉が社会に無知なのを心配し、探偵会社への就職も現実的に捕えており、琴葉に務まるはずがないと考える。琴葉はスマ・リサーチ入社当日、姉の彩音について「大好きです」「やさしいし、一緒にいて楽しいし」と言っている。あまり笑わないが、ドライブが好きで妹を助手席に乗せて走っていたらしい。ごく常識的な女性ともいえるが、琴葉の負傷を機に潜在的な衝動が表面化する。2巻での玲奈への行為により琴葉に激しく拒絶されるが、3巻終盤で和解する。

### 社外の探偵
阿比留佳則（あびる よしのり）〈46〉
阿比留綜合探偵社社長。痩せた体形、ミュージシャンのようにウェーブがかった黒髪、髭はきれいに剃っており、口もとはいつも歪んでいる。現実の世界には、刑事事件を推理で解決する名探偵など存在しないが、阿比留はあえてそのようなフィクションの探偵と混同されるようなキャラとしてテレビに登場。インテリ層からは胡散臭がられるが、大衆からは探偵の代名詞として人気を博す。過去、警察に民事絡みの情報提供を行っただけにも関わらず、あたかも警察の事件を解決した功績のように喧伝する。幼少期は内省的な性格で、父からは暴力を振るわれ、離婚した母に連れられ小学6年のころ都会に出る。高校を卒業後、職を転々とした。親睦も深めず、人間関係の薄い環境で過ごす日々を送る。やがて誰も自分を覚えていない状況ゆえ、過去を偽れると気づく。名探偵などいやしない、実在しない職種だからこそ本物に否定されることもない、との信条を持つ。自己顕示欲を満たすと同時に、地位と高収入を得るため、悪徳同業者と協力し、やらせの事件を起こしては、自分の推理で解決したように見せかける。
竹内勇樹（たけうち ゆうき）
須磨と同世代、麻布にある竹内調査事務所社長。髭をたくわえた口もとをいつも愉快そうに歪ませる。東京都調査業協会の中でも強い影響力を持つ。探偵業が非法に根差しているとの居直り度は須磨を上回る。スマ・リサーチ以外の各社での対探偵課設立を支持、自らの会社も先陣を切る。協会内各社の対探偵課の探偵たちを仕切り、紗崎玲奈の動向を見張るさまは、ヤクザの親分さながらである。玲奈によれば、監視対象の出したゴミを奪いプライバシーを探る手がかりをするのが、竹内調査事務所の常套手段であるという。玲奈には並々ならぬ関心を示し、スマ・リサーチ社を辞めた玲奈が引退の意を示しても引き止め、半ば強引に自分の会社に採用した。悪徳に違いないが、頭の回転が速く理解力にも優れている。
澤柳菜々（さわやなぎ なな）
玲奈に「死神」と見られる女性探偵。27歳。岡尾ら変質者に情報を提供して咲良など複数の女性を犯罪被害に遭わせ、その後も野放図と手を組んでDV被害者の連れ戻しに加担するなど特に違法性の高い仕事を請け負っている。また、結婚詐欺の常習犯であり、彼女と結婚した男性が次々と謎の不審死を起こしている。実は「澤柳菜々」という名前と戸籍は性転換した別人から奪ったもので、野放図事件をきっかけにスマ・リサーチ社に潜入し、玲奈達を追い詰めていく。14歳で性暴力の被害に遭った上に両親に見捨てられ、その後は「姥妙」の指導のもと調査技術を学び、弱冠18歳で探偵としての頭角を現し始めた。
本名は市村凛（いちむら りん）。野放図事件ではDV被害者のひとりとして振る舞い、暴力男の沼園 賢治(ぬまぞの けんじ)を利用してわざと結婚してDV被害に遭い、シェルターに潜入していった。実の娘は同著者の『高校事変』シリーズに登場。
姥妙悠児（うだばえ ゆうじ）
探偵の中では伝説的でありながら悪名高き存在で、須磨に敵視されている。精神科医としての肩書を持つ。精神科医、弁護士、探偵の三者による行為療法「トリニティ構想」の論文を発表し、澤柳菜々を自称した「死神」など多数の精神障害を持つ患者に調査技術を伝授することにより患者の社会復帰をさせる計画の中心人物となるが、探偵業法の改正により計画は頓挫し、彼の指導を受けた者達はもぐりの悪徳探偵となってしまった。

### 警視庁
窪塚悠馬（くぼづか ゆうま）〈29〉
警視庁捜査一課強行係、主任の警部補。自他ともに認めるハンサムで、本人いわく若い頃からもてた方で、事実として結婚も早かった。妻の詩織とは死別。柚希という娘がいる。自身は官舎住まいだが、京成曳舟駅の近くに母仁美の住む実家があり娘はそこに預けている。愛車はマツダのアクセラ。正義感に溢れるがゆえ警視庁では浮いた存在になりがちである。阿比留の知名度に流されがちな捜査一課の中で、ただ一人、本来の探偵の在り方を頑なに信じて譲らず、阿比留に対し疑問を持つ。行動力を備えているため暴走しがちで、その点では玲奈と気が合う。
坂東志郎（ばんどう しろう）
警視庁捜査一課係長、階級は警部。当初は捜査に加わっていなかったが、紗崎玲奈が危険人物と見なされるにつれ事件の重要度が上昇し、ベテランとして陣頭指揮を執ることになった。須磨と同世代で、過去にも因縁があることがうかがえる。スマ・リサーチの社長室で面会した際も「須磨さんに会うのは久しぶりだ」と言っている。須磨によれば8年ぶりの再会らしい。須磨は坂東に対し嫌悪を示している。坂東も須磨を悪徳探偵と見なし、証拠が挙がれば即逮捕してやるとの姿勢を隠そうとしない。規律や規範にうるさいのは表面上のみで、違法捜査をためらわず、スマ・リサーチ社のオフィス内には自らの手で盗撮用カメラを仕掛けようとした。同じ捜査一課の警部である船瀬よりも課長の信頼が厚いと思われるが、坂東は警察組織の上層部に軽蔑を抱いている。
船瀬卓（ふなせ たかし）
警視庁捜査一課係長で階級は警部。組織内で坂東と同等の立場にあるが、DVシェルター集団誘拐に絡む野放図事件を担当し、坂東より先に紗崎玲奈絡みの捜査に乗り出した。長谷部は直属の部下。取調室では玲奈に対し、船瀬自身がクリスチャンだと告白するが、冗談めかせた軽口もしくはハッタリの可能性も否定できない言い回しだった。警察における規律や慣例には従うが、結婚詐欺の疑いがありながら罰せられない男に対し内心怒りを燃やすなど、正義感も失っていない。ただし現場での追跡力は坂東より劣るところがあり、目黒区の厚生癒敬総合病院で玲奈に翻弄され、結果取り逃がしてしまう。以降、捜査における実質的なリーダーシップを坂東に譲っている。
藤戸俊久（ふじと としひさ）
警視庁捜査一課長。殺人や誘拐といった凶悪事件の捜査を担当する課のトップだが、歴代の課長の多くが管理官や理事官といった一課の幹部ポストを経験する中、藤戸は大手スーパーから転職、警視庁では人事のみを経験し捜査員の経験がないという、異色の経歴の持ち主である。第1巻の刊行から3か月後、実際に元ダイエーの釣宏志が捜査一課長に就任したことに先駆けている。捜査費用の削減という現実的な要請を受けての採用でもあった。だが経営者的な判断は民間の調査会社にすぎない阿比留総合探偵社への依存を大きくし、結果として阿比留の企みに翻弄される要因となり得てしまった。保身にこだわり、誘拐犯が潜むとされた江戸川区廃油再生工場への家宅捜索には不安を覚え、マスコミの同行をシャットアウトする判断を示した。結果的にその判断が警視庁の威信が崩れ去るのを防いだことになった。
長谷部憲保（はせべ のりやす）
警視庁捜査一課強行係、警部補として主任を務める。船瀬の直属の部下である。取調室では玲奈に翻弄され、病院でも追跡に加わるが撒かれてしまう。玲奈に対しては、ヤクザのヒットマンも同然の危険人物と見なしているが、一方で野放図事件においてDV加害者のうち約半数が不起訴に終わったことに絡み、検事に対し憤りを覚えている。

### 犯罪者
岡尾芯也（おかお しんや）〈32〉
住所不定で無職。一昨年、強制わいせつと誘拐未遂の現行犯で逮捕、執行猶予つきの有罪判決を受けていた。無垢な少女ばかりをつけ狙い、凶器で脅して連れ去りを謀るらしい。長く立件できていないものの、女子小学生と中学生の失踪事件のいくつかが、岡尾の犯行と見なされていた。廃棄物処理場の焼却設備にある炉内で焼死したとみられる。
淀野瑛斗（よどの えいと）
40歳前後。池袋を拠点にする半グレ集団、「野放図」の創始者であり実質的なリーダー(野放図は組織的な統率を持たないためすべてを取り仕切っているわけではない)。弁護士資格を持つ。青森生まれ、東京の大学に進学後イベントサークル(実態は渋谷のチーマー)に入り、2年生でトップに就任。「野放図」を創設する。暴力団幹部をクラブに接待することで裏の人脈を作り勢力を拡大。振り込め詐欺のあらゆる手段を開発し実行に移し、莫大な収益を得る。そのうち、ネットの裏掲示板での要望に応える新種の便利屋稼業に手を染めた。特定の誰かを痛めつける、あるいは殺すといった需要が多くを占め、DVにより妻や恋人に逃げられた男の不満も大きなニーズであるとして、実働部隊としてメンバーをDVシェルターなど公的機関へ送りこみ、もぐりの探偵を雇って情報を得ている。野放図は同著者の『高校事変』シリーズでも言及される。

### 関係者
矢吹洋子（やぶき ようこ）
女医。愛知樹陽会医科大学付属病院に勤務。紗崎咲良と岡尾芯也が焼死した焼却炉内で採取されたDNAを鑑定。咲良については半身が焼け残っていたため疑いの余地はないが、岡尾の死体はほぼ完全に焼失しており鑑定が必要だった。日銀総裁の孫娘が誘拐された事件で警視庁から遺留品のDNA鑑定を依頼される。愛知県警の嘱託医である矢吹に、警視庁がわざわざ依頼したのには理由があった。

## シリーズ一覧

### 探偵の探偵
|                    | タイトル                | 発売日             | ISBN               | 概要                                                              |                    |
| 探偵の探偵シリーズ | 探偵の探偵シリーズ      | 探偵の探偵シリーズ | 探偵の探偵シリーズ | 探偵の探偵シリーズ                                                | 探偵の探偵シリーズ |
| ------------------ | ----------------------- | ------------------ | ------------------ | ----------------------------------------------------------------- | ------------------ |
| 0                  | 探偵の探偵              | 2014年11月14日     | 978-4-06-219300-9  | 文庫のI全編とIIの冒頭をハードカバー版に収録。著者サイン入り限定本 |                    |
| 1                  | 探偵の探偵              | 2014年11月14日     | 978-4-06-277984-5  | 玲奈の生い立ち、琴葉との出会い、阿比留事件                        |                    |
| 2                  | 探偵の探偵 II           | 2014年12月12日     | 978-4-06-293005-5  | 死神の手がかり、DVシェルター集団失踪、野放図事件                  |                    |
| 3                  | 探偵の探偵 III          | 2015年03月13日     | 978-4-06-293061-1  | 死神との決着、浅村克久事件、前巻までの真相                        |                    |
| 4                  | 探偵の探偵 IV           | 2015年07月15日     | 978-4-06-293145-8  | 玲奈と琴葉の運命、姥妙事件、衝撃の結末                            |                    |
| 外伝・スピンオフ   |                         |                    |                    |                                                                   |                    |
| 1                  | 探偵の探偵 桐嶋颯太の鍵 | 2022年11月22日     | 978-4-04-113226-5  | 桐嶋颯太を主人公とするスピンオフ                                  |                    |

### 探偵の鑑定
|                    | タイトル           | 発売日             | ISBN               | 概要                                                      |                    |
| 探偵の鑑定シリーズ | 探偵の鑑定シリーズ | 探偵の鑑定シリーズ | 探偵の鑑定シリーズ | 探偵の鑑定シリーズ                                        | 探偵の鑑定シリーズ |
| ------------------ | ------------------ | ------------------ | ------------------ | --------------------------------------------------------- | ------------------ |
| 1                  | 探偵の鑑定 I       | 2016年3月15日      | 978-4-06-293349-0  | 紗崎玲奈と『万能鑑定士Q』凜田莉子が出会うクロスオーバー作 |                    |
| 2                  | 探偵の鑑定 II      | 2016年4月15日      | 978-4-06-293350-6  | 『探偵の探偵』シリーズ完結                                |                    |

## テレビドラマ
2015年7月9日から9月17日まで毎週木曜日22:00 - 22:54に、フジテレビ系の「木曜劇場」枠で放送された。原作の3巻までを連続ドラマ化。
主演の北川景子はフジテレビの連続ドラマは初主演で同枠の出演は『独身貴族』以来である。初の探偵役で、本格アクションにも初挑戦。本作で第1回コンフィデンスアワード・ドラマ賞主演女優賞を受賞した
。
ディーン・フジオカの日本の連続ドラマ初登場となった。
放送後1年間のうちにCSフジテレビTWOで計6回再放送された。
『Detective vs Detectives』の題でアメリカ他、海外で配信。

### 原作との違い
- 登場人物の年齢の変更（下記参照）。
- 琴葉と咲良が高校の同級生という設定になっている。
- 「死神」が玲奈を殺害しようとする手段。および玲奈がそこから脱出するためのトリックが原作とは違う。
- 坂東やスマ・リサーチ社の人間が物語序盤より登場する。
- 浅村克久事件を琴葉が解決している。被害者女性も犠牲にならず助かる。
- 夜の場面の多くが昼に変えられているため、暗視カメラを欺く方法等に齟齬が生じている。
- 社外の探偵、鴨井秀一の姓が、ドラマ内に登場した名刺によれば「鴨居」である。
- 紗崎家があるのは原作では静岡、ドラマでは東京都八王子。
- 事件発生場所 愛知県豊橋市。

### キャスト

#### スマ・リサーチ社
紗崎玲奈（ささき れな）〈26〉
演 - 北川景子
峰森琴葉（みねもり ことは）〈22〉
演 - 川口春奈
桐嶋颯太（きりしま そうた）〈29〉
演 - DEAN FUJIOKA
土井修三（どい しゅうぞう）〈52〉
演 - 伊藤正之
佐伯祐司（さえき ゆうじ）〈38〉
演 - 六角慎司
伊根涼子（いね りょうこ）〈25〉
演 - 高山侑子
須磨康臣（すま やすおみ）〈42〉
演 - 井浦新

#### 玲奈の親族・関係者
紗崎咲良（ささき さくら）〈18〉
演 - 芳根京子
岡尾芯也（おかお しんや）
演 - 岡田義徳
紗崎克典（ささき かつのり）
演 - 矢島健一
紗崎梓（ささき あずさ）
演 - 宮田早苗
中垣（なかがき）刑事
演 - 田口主将

#### 警視庁関係者
窪塚悠馬（くぼづか ゆうま）〈31〉
演 - 三浦貴大
長谷部憲保（はせべ のりやす）〈27〉
演 - 渋谷謙人
船瀬卓（ふなせ たかし）〈48〉
演 - 阪田マサノブ
藤戸俊久（ふじと としひさ）
演 - 佐戸井けん太
坂東志郎（ばんどう しろう）〈51〉
演 - 相島一之

#### 社外の探偵
竹内勇樹（たけうち ゆうき）
演 - 岩松了
林原彰男（はやしばら あきお）
演 - 石井正則
岐部譲司（きべ じょうじ）
演 - 今里真
藪沼信吾（やぶぬま しんご）
演 - 宅間孝行
霜田辰哉（しもだ たつや）
演 - 山中聡
堤暢男（つつみ のぶお）
演 - 松尾諭
浅村克久（あさむら かつひさ）
演 - 三浦誠己
徳留陽一（とくとめ よういち）
演 - 池田鉄洋
鴨居秀一（かもい しゅういち）
演 - 梶原善
児玉庄治（こだま しょうじ）
演 - 葛山信吾
黒川勇介（くろかわ ゆうすけ）
演 - 袴田吉彦
阿比留佳則（あびる よしのり）〈42〉
演 - ユースケ・サンタマリア

#### 関係者の親族
窪塚仁美（くぼづか ひとみ）
演 - 岡まゆみ
織田彩音（おだ あやね）〈28〉
演 - 中村ゆり
織田哲哉
演 - 柏原収史

#### 半グレ集団「野放図」
淀野瑛斗（よどの えいと）
演 - 丸山智己
笹倉志帆（ささくら しほ）
演 - 橋本真実
宇佐美秋子（うさみ あきこ）
演 - 今村美乃
宇佐美の父親
演 - 千葉哲也

#### その他
芦原遥香（あしはら はるか）
演 - 西原亜希
升瀬淳史（ますせ あつし）
演 - 中野裕太
沼園賢治（ぬまぞの けんじ）
演 - 姜暢雄
市村凛（いちむら りん）
演 - 門脇麦
園山（そのやま）刑事
演 - 兎本有紀
檜池泰弘（ひいけ やすひろ）
演 - 尾上寛之
澤柳菜々 / 澤柳邦夫（さわやなぎ なな / くにお）
演 - 柊子
矢吹洋子（やぶき ようこ）〈43〉
演 - 高岡早紀

### スタッフ
- 原作 - 松岡圭祐（『探偵の探偵』『探偵の探偵II』『探偵の探偵III』講談社文庫）
- 演出 - 石井祐介、品田俊介、森脇智延
- 脚本 - 徳永友一
- 音楽 - ニマ・ファクララ（英語版）
- 主題歌 - 超特急 feat.マーティ・フリードマン[29]「Beautiful Chaser」
- ナレーション - ゴブリン
- 探偵業監修 - 阿部泰尚（T.I.U.総合探偵社）
- スタントコーディネーター - 釼持誠
- スタントクルー - つちださゆり、上野山浩、麻生真桜、田中大登
- 警察監修 - 古谷謙一
- プロデュース - 渡辺恒也、草ヶ谷大輔
- 制作 - フジテレビドラマ制作センター

### 放送日程
| 第1話                                                           | 7月09日 | 衝撃の問題作が今夜解禁！復讐に生きる女探偵   | 石井祐介 | 11.9% |
| 第2話                                                           | 7月16日 | 狙われる命、暴かれる秘密                     | 石井祐介 | 07.5% |
| 第3話                                                           | 7月23日 | 真犯人現る! 闇夜の決闘!!                     | 品田俊介 | 08.7% |
| 第4話                                                           | 7月30日 | 第一章完結! 炎の中の死闘                     | 石井祐介 | 08.7% |
| 第5話                                                           | 8月06日 | 新章開幕〜新たな事件発生! DV被害者失踪の謎   | 森脇智延 | 07.4% |
| 第6話                                                           | 8月13日 | 深まる謎…死神へと続く鍵! 出会うはずない二人  | 品田俊介 | 06.5% |
| 第7話                                                           | 8月20日 | 真相解明! 夜明けの大乱闘! 愛しき刑事に捧ぐ涙 | 森脇智延 | 08.2% |
| 第8話                                                           | 8月27日 | 最終章突入! 反撃の始まり                     | 森脇智延 | 05.4% |
| 第9話                                                           | 9月03日 | 死神からの挑戦状! 黒幕と因縁の対決へ         | 石井祐介 | 08.3% |
| 第10話                                                          | 9月10日 | 全ての終焉へ! 遂に判明する死神の正体         | 品田俊介 | 07.2% |
| 最終話                                                          | 9月17日 | 狂乱の最終回! 復讐の先の哀しき希望           | 石井祐介 | 08.4% |
| 平均視聴率 8.1%（視聴率は関東地区・世帯、ビデオリサーチ社調べ） |         |                                              |          |       |

### 受賞
- 第1回コンフィデンスアワード・ドラマ賞（2015年）[26][27]
  - 主演女優賞 - 北川景子

| フジテレビ系 木曜劇場                         | フジテレビ系 木曜劇場                 | フジテレビ系 木曜劇場                    |
| 前番組                                        | 番組名                                | 次番組                                   |
| --------------------------------------------- | ------------------------------------- | ---------------------------------------- |
| 医師たちの恋愛事情 （2015年4月9日 - 6月18日） | 探偵の探偵 （2015年7月9日 - 9月17日） | オトナ女子 （2015年10月15日 - 12月17日） |

## 漫画
小説版表紙画担当の清原紘により漫画化され、『週刊ヤングマガジン』2016年24号（同年5月16日発売）から2017年25号（同年5月22日）まで連載された。
- 松岡圭祐（原作）・清原紘（作画） 『探偵の探偵』 講談社〈ヤンマガKCスペシャル〉、全2巻
  1. 2017年04月06日発売、ISBN 978-4-06-382953-2
  2. 2017年09月06日発売、ISBN 978-4-06-510152-0